# Plaza Nueva (Alicante)
La plaza Nueva, conocida popularmente como plaza del Acuario, es una característica plaza de la ciudad de Alicante (España). 
Se configuró a principios del siglo XIX al trasladarse al antiguo Huerto de los Franciscanos a toda la población del Arrabal de San Antón, que tuvo que ser derribado al iniciarse la Guerra de la Independencia. A mediados del siglo XIX, al reconstruirse el Arrabal de San Antón, la plaza fue rebautizada con el nombre de Hernán Cortés para evitar duplicidades, nombre que todavía conserva la hoguera del distrito.
A principios de los años 80, la plaza fue reurbanizada, instalándose el polémico porche metálico y eliminando la doble hilera de palmeras. Fue rebautizada como Plaza Nueva, en honor al nombre del barrio donde se encuentra ubicada. En 1996 sufrió una nueva reforma que la dejó con el actual diseño de la foto.
Actualmente se encuentra en reforma, y se ha eliminado el acuario para generar más zonas para los viandantes.